# مورهاوس (نيويورك)
مورهاوس (بالإنجليزية: Morehouse, New York)‏ هي بلدة أمريكية تقع في الولايات المتحدة في مقاطعة هاميلتون، نيويورك. يقدر عدد سكانها بـ 86 نسمة ومساحتها 504.4 كم2 وترتفع عن سطح البحر 697 متر.